# Col de Scalella
Le col de Scalella (Bocca di a Scaledda en langue corse) est l'un des principaux cols de Corse.

## Géographie

### Situation, topographie

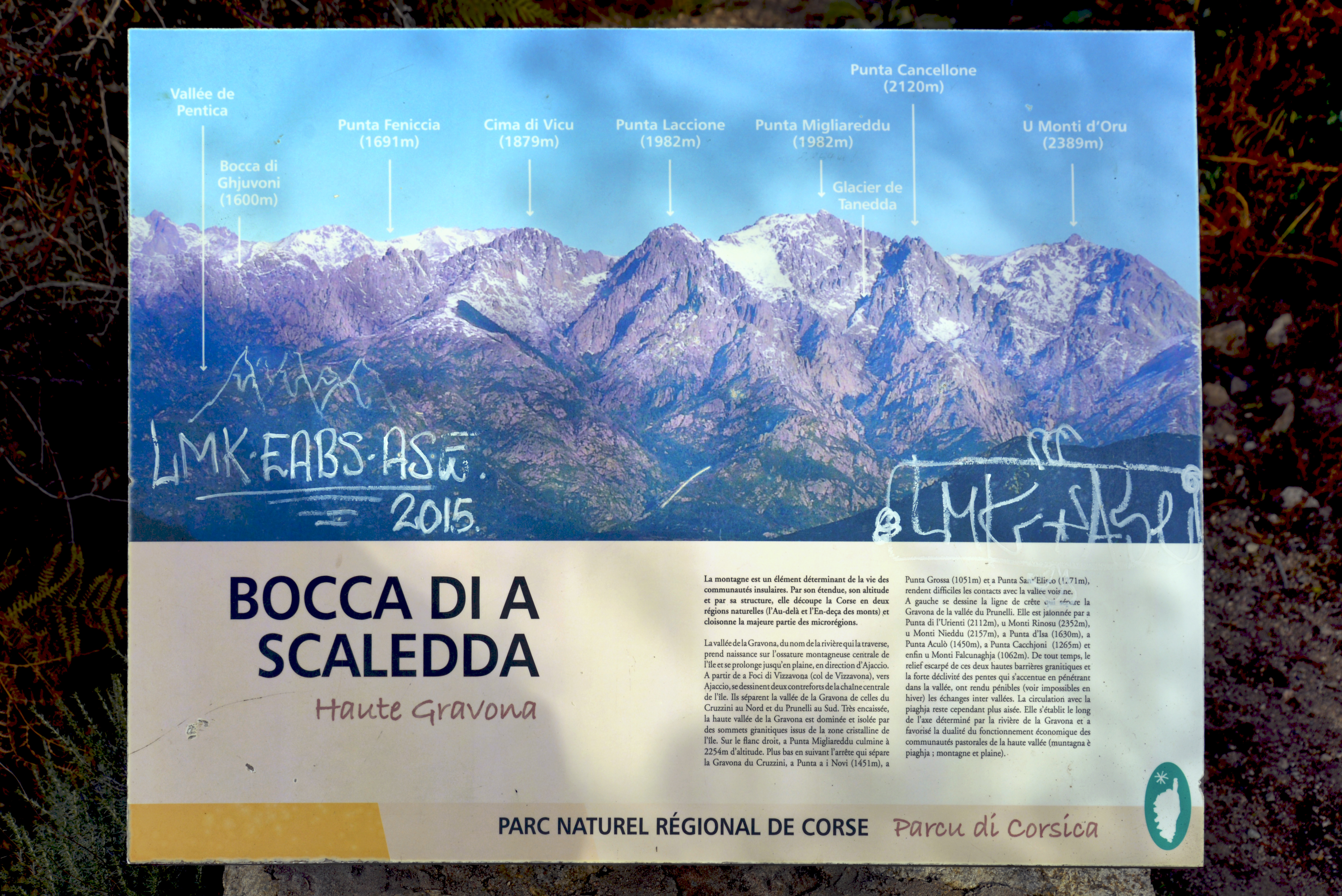
Panneau du parc naturel régional de Corse placé au col de Scalella

Le col de Scalella se situe à l’est du massif du Monte Renoso, un massif montagneux du centre-sud de la Corse. Il se trouve au sud de la commune de Tavera, entre la Punta d’Isa  (1 630 m) et la Punta a u Picchiu (1 580 m), deux sommets de la ligne de crête contrefort de la chaîne centrale de l’île, délimitant les hautes vallées de la Gravona au nord et du Prunelli au sud.
Il sépare géographiquement, d’une part les « territoires de vie » Gravona et Taravu - Bastelica du parc naturel régional de Corse, d’autre part les microrégions de la Gravona au nord, du Prunelli au sud.
Sur ses flancs septentrionaux aux pentes abruptes, naît le ruisseau de Scalella, dont les eaux alimentent la Gravona. Sur son versant méridional aux pentes plus douces, un ruisseau sans nom connu prend sa source. C'est un affluent du ruisseau de Gialghello (autre nom :  ruisseau de Brotolato), affluent du Prunelli.

### Géologie

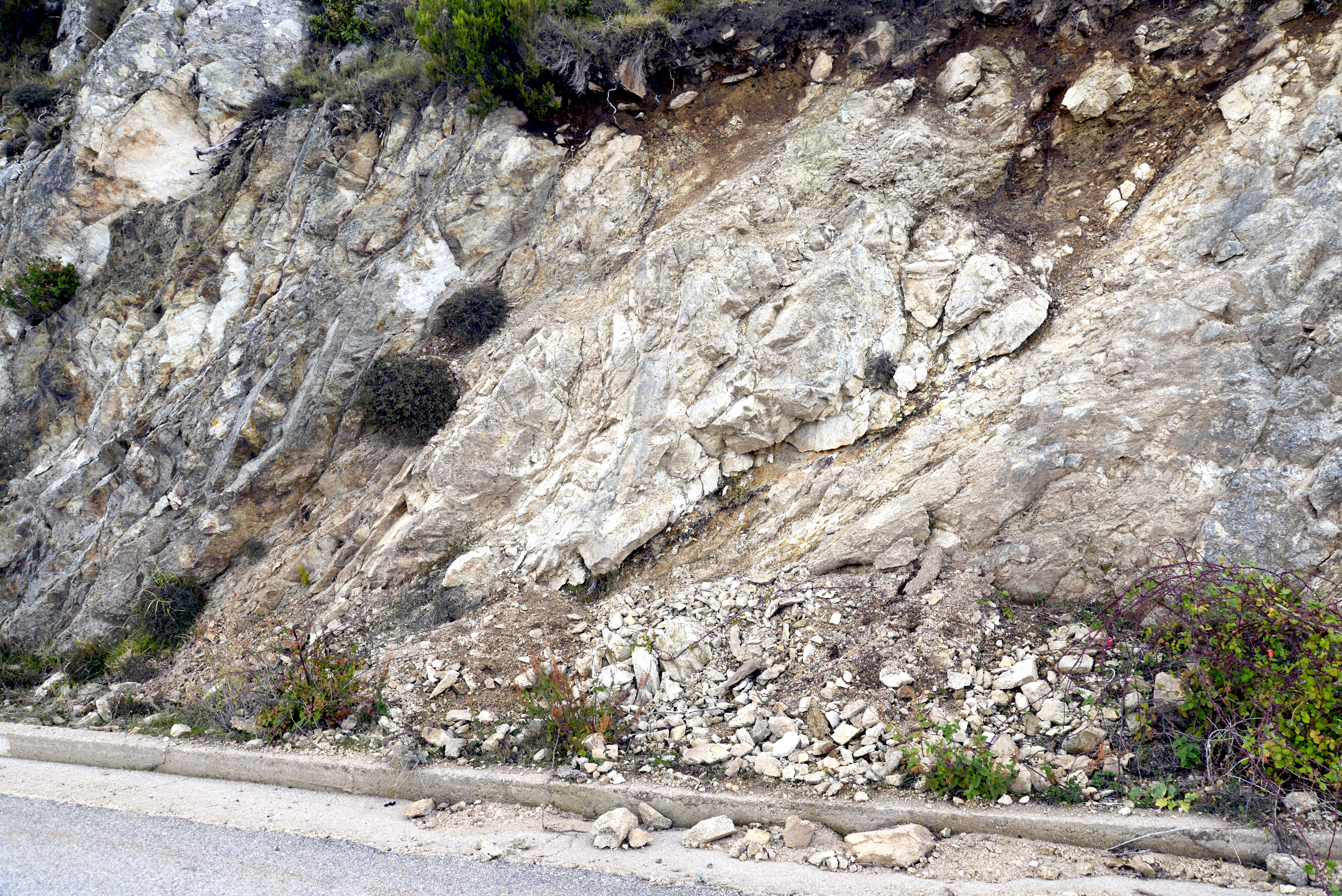
Roches granitiques sous le col de Scalella versant nord.

Le col de Scalella se trouve sur un chaînon secondaire s'épaulant sur la chaîne centrale de l'île au Monte Renoso (2 352 m), et orienté au sud-ouest jusqu'à l'embouchure du Prunelli, vers le fond du golfe d'Ajaccio. Il se situe dans la Corse hercynienne (ou occidentale), dans la partie constituant l'ouest et le midi de l'île, dite encore la « Corse granitique », hérissée de montagnes puissantes aux sommets dénudés, et depuis longtemps connue sous le nom de « Pays d'au-delà des monts ». Le terrain repose sur un socle de roches métamorphiques ante-granitiques. Le milieu naturel alentour est représenté par des pentes rocheuses et éboulis siliceux de l'étage montagnard à nival.

### Climat
Situé à 1 193 mètres d'altitude, le col est quelquefois enneigé en période hivernale. En raison de l’enneigement mais aussi à cause d’éboulements le long de la route dus aux fortes pluies sur le versant septentrional, il est parfois fermé durant quelques jours. Il est soumis aux forts vents des nord et nord-ouest sévissant sur l’île.

### Faune et flore

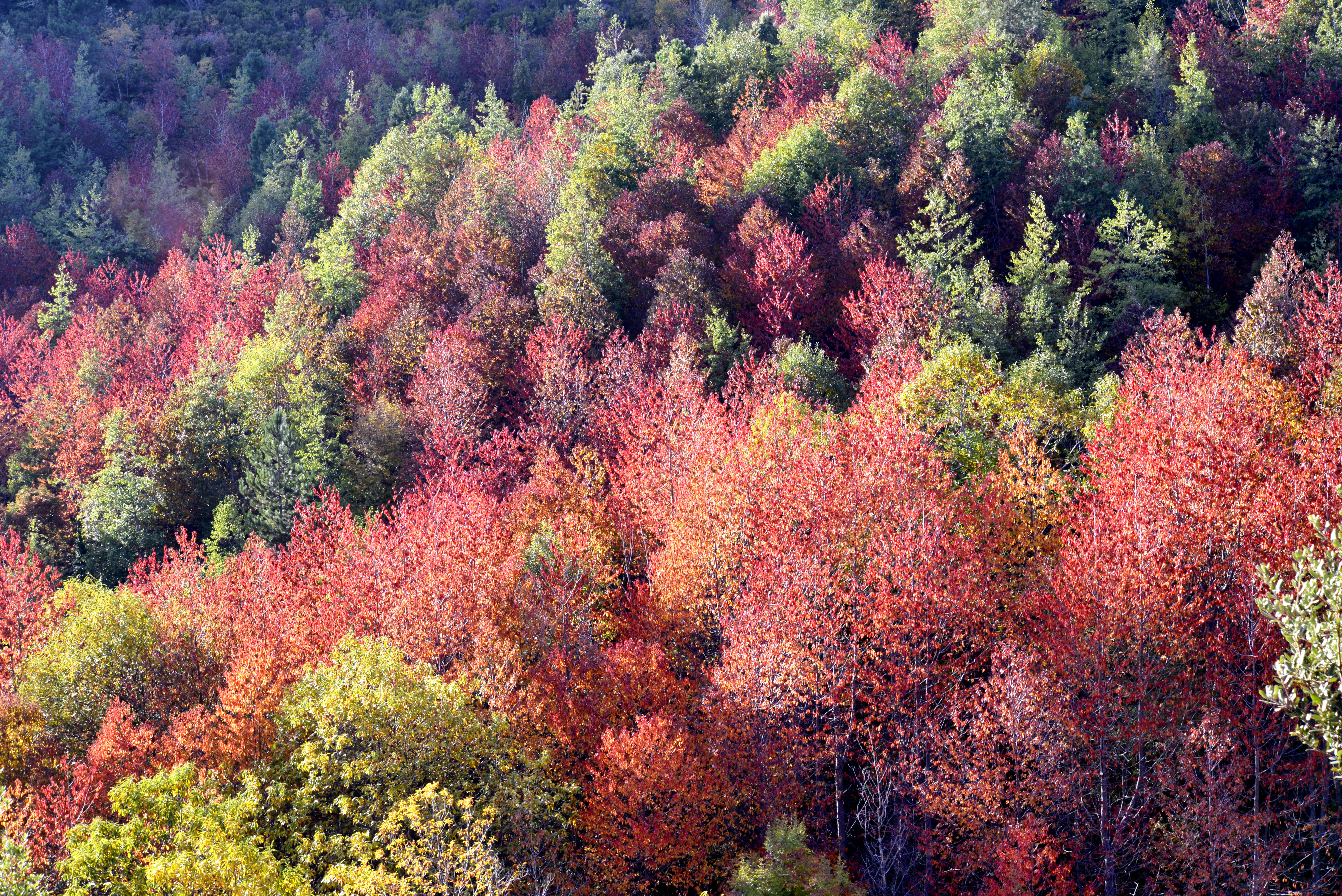
Le versant sud du col

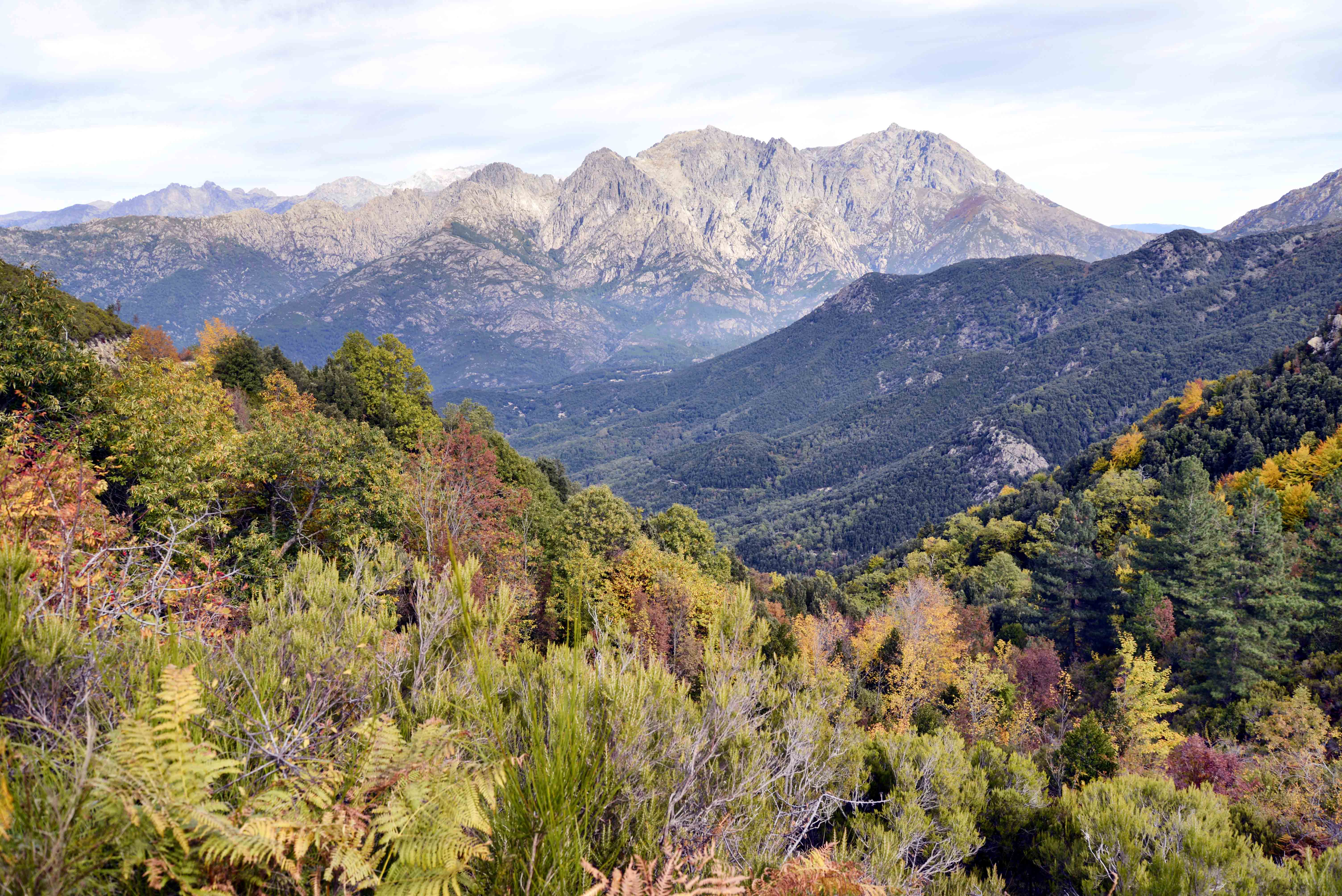
Le versant nord du col

Le col de Scalella se trouve dans le parc naturel régional de Corse, dans la zone naturelle d'intérêt écologique, faunistique et floristique de 2e génération appelée « Crêtes et hauts versants asylvatiques du monte Renoso ». L’intérêt de cette zone repose sur six espèces d’oiseaux et une plante déterminantes .
Les flancs septentrionaux sur leur partie orientale sont couverts d'un mélange de futaie de feuillus (châtaigniers, frênes, houx, chênes verts, pins, etc.) et taillis, et sur leur partie occidentale présentent des roches nues au milieu d'un maquis bas composé essentiellement de bruyères et d'églantiers de Pouzin.
Les flancs méridionaux sont couverts à l'est de futaies de feuillus, essentiellement des châtaigniers, frênes et merisiers, ces derniers arborant à l'automne des feuillages d'un rouge intense. Ailleurs, ce ne sont que des landes.
Le site est un lieu traditionnel pour l'estive des troupeaux. Deux bergeries s'y trouvent à proximité, sur le versant méridional. Il est aussi fréquenté par les chasseurs de palombes en octobre, lors de leur migration vers le Sud. Des affûts y sont sommairement aménagés.

### Accès

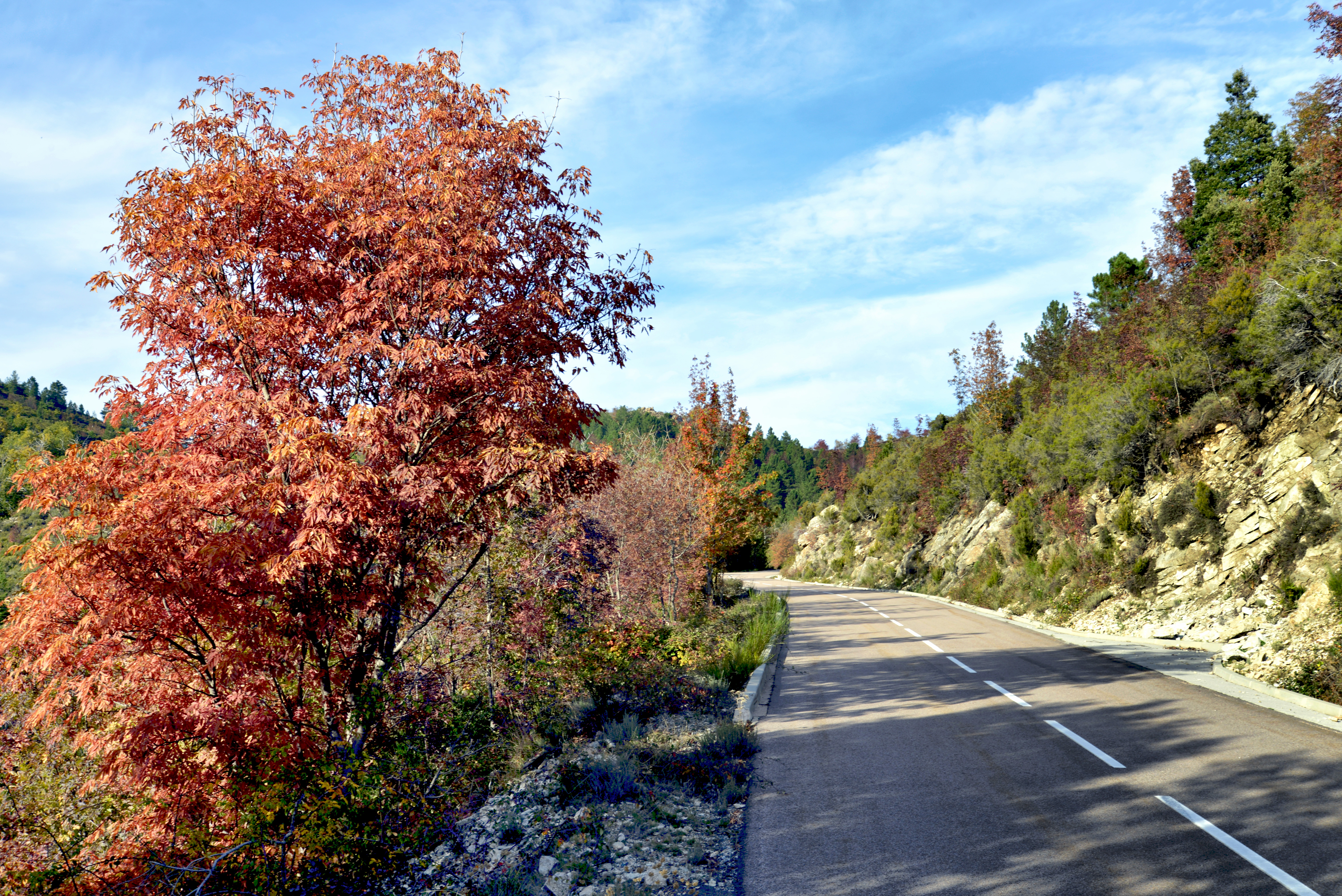
La D27 versant Bastelica

Le col de Scalella est franchi par la route départementale D27 qui relie directement Bocognano et Tavera (via la D127) au nord, à Bastelica au sud. De part et d'autre du col, cette route comporte plusieurs virages en « épingle à cheveux ». En période hivernale, son franchissement requiert des équipements spéciaux. Il est parfois fermé en raison de son enneigement.

## Histoire
La ligne de crête incorporant le col de Scalella délimitait autrefois les pièves de Celavo et de Cauro.
La route D27 qui franchit le col de Scalella, était à l'origine la « route forestière no 1 de Cauro à Bastelica », d'une longueur de 26 km. Elle avait été construite et gérée par l'État. Les travaux exécutés de 1853 à 1861, ont comporté la construction de cinq ponts. Elle est dotée d'une maison forestière pour loger le garde des Eaux et Forêts et sa famille.

## Sports

### Rally auto
Le 8 novembre 2014 se sont déroulées les épreuves spéciales 8 et 10 Bastelica - Tavera, 17,270 km du 57e Tour de Corse automobile.

### Cyclisme
L'ascension du col de Scalella depuis Bastelica est un parcours qu'effectuent bon nombre de cyclistes. Elle comporte quelques passages supérieurs à 10 %.

### Randonnées

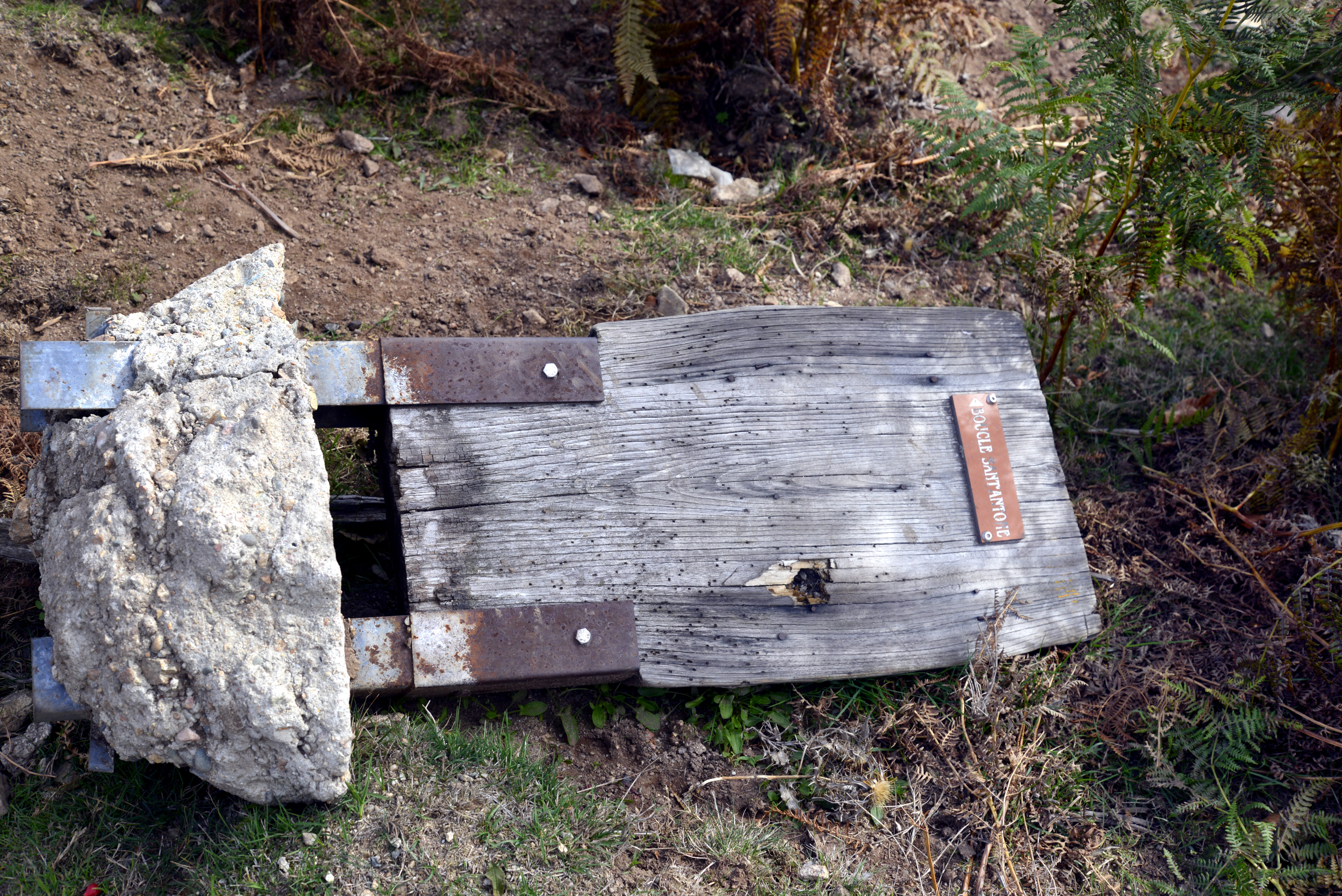
Panneau de la « Boucle Sant' Antone ».

Du col de Scalella démarrent deux sentiers :
- Scalella - Les pozzine de Pozzolo. Ce sentier de randonnée moyenne orienté à l'est, permet de rejoindre les pozzine de Pozzolo, au pied du Monte di Pozzolo (2 086 m). Il faut alors emprunter la piste existante pendant environ 1 h 30 jusqu'à un point situé à 1 551 m d'altitude au nord-est de la Cime de Castellaccio (1 651 m). De cet endroit où la piste se sépare en deux, continuer pendant environ une heure toujours en direction de l'est, sur le sentier bien visible qui monte doucement vers les pozzine[7]. Il est possible de poursuivre la marche pour atteindre d'autres destinations : le col de Vizzavona via les flancs occidentaux de la Punta dell'Oriente (2 112 m), Bocognano via plusieurs bergeries ou encore le lac de Bracca.
À partir du point précité, la piste empruntée au départ du col permet également de gagner au sud le village de Bastelica ;
- la Boucle Sant' Antone. Le parcours en boucle, long de 1,4 km s'effectue au sud du col.